# Храм Николая Чудотворца в Троекурове
Храм Николая Чудотворца в Троекурове — православный храм в районе Очаково-Матвеевское города Москвы, в бывшем селе Троекурове. Относится к Михайловскому благочинию Московской епархии Русской православной церкви. Недалеко от храма находится главный вход Троекуровского кладбища, однако сам храм стоит не на кладбищенской территории.

## История
Деревня Троекурово (также Хорошёво или Никольское) известна с XVI века и, по-видимому, тогда уже имела свой деревянный храм, освящённый в честь Николая Чудотворца. После того, как село перешло от Годуновых во владение Троекуровых, там в 1640-х годах была возведена новая деревянная церковь, которая в начале XVIII века была заменена существующей каменной. Строительство нового храма продолжалось с 1699 по 1706 годы, при этом имя возводившего его зодчего до нашего времени не дошло, хотя выдержанный в стиле раннего московского барокко проект храма считается довольно оригинальным. Построенная одновременно с основным объёмом храма шатровая колокольня была в 1745 году заменена на сохранившуюся до сих пор трехъярусную башню.
С середины XVIII века и до закрытия храма в 1931 году его архитектурный облик существенных изменений не претерпевал. После закрытия венчавшие храм и колокольню главы и кресты были сняты, внутреннее убранство утрачено, а бывшее здание церкви передано кожевенному заводу. В послевоенное время здание принадлежало организации «Совэкспортфильм», которая использовала его в качестве склада.
В 1991 году храм Николая Чудотворца в Троекурове был возвращён РПЦ, а спустя год в нём возобновились богослужения. Позднее внешний облик храма и колокольни был восстановлен.

## Архитектура
Ансамбль храма состоит из основного объёма и пристроенной к нему колокольни. Основное здание выдержано в форме двухъярусного четверика, на который надстроена крупная ротонда, увенчанная, в свою очередь, барабаном с одиночной главой, причем последняя первоначально представляла собой корону вместо обычной луковицы. Во внешнем декоре здания элементы барокко просматриваются в основном за счет закруглённых форм четырёхугольника и белокаменных фасадных деталей. В сходном с основным объёмом стиле выдержана и четырёхугольная трехъярусная колокольня с широкими арками звона по периметру второго яруса и с круглыми декоративными окошками на третьем ярусе, увенчанном стройной главкой с крестом. В целом архитектурный стиль храма в Троекурове относят[кто?] к раннему московскому барокко с отдельными элементами петровского барокко, сравнивая храм с построенной примерно в то же время церковью в селе Любутском.

## Расположение
Храм находится в нескольких сотнях метров от Московской кольцевой автодороги в районе съезда на Троекуровский проезд. До него также можно доехать на автобусе 612 от станции метро «Кунцевская».